# Środek bardzo silnie działający
Środek bardzo silnie działający - środek leczniczy o małym indeksie terapeutycznym. Leki należące do tej grupy nazywa się potocznie truciznami (dawniej venena). Substancje będące truciznami oznaczone są w Farmakopei Polskiej jako "wykaz A". Środki farmaceutyczne należące do tej grupy powinny być przechowywane w aptece w zamkniętej szafce. Substancje recepturowe, które należą do wykazu A posiadają specjalny kolor etykiet w celu uniknięcia ewentualnej pomyłki. Dla oznakowania stosuje się biały napis na czarnym tle, otoczony białą obwódką.